# Liste des coureurs du Tour de France 2022
Pour un article plus général, voir Tour de France 2022.
Cet article dresse la liste des coureurs du Tour de France 2022. Les 176 coureurs sont répartis en 22 équipes. Plusieurs changements interviennent dans les quelques jours précédant le départ, notamment en raison de contamination à la Covid-19. Matteo Trentin, Tim Declercq et Bryan Coquard sont par exemple remplacés respectivement par Marc Hirschi, Florian Sénéchal et Pierre-Luc Périchon.

## Liste des participants
| Légende                             | Légende                                                                                         | Légende                                | Légende                                                                                                  |
| ----------------------------------- | ----------------------------------------------------------------------------------------------- | -------------------------------------- | --- |
| Num                                 | Dossard de départ porté par le coureur sur ce Tour de France                                    | Pos                                    | Position finale au classement général                                                                    |
| Leader du classement général        | Indique le vainqueur du classement général                                                      | Leader du classement par points        | Indique le vainqueur du classement par points                                                            |
| Leader du classement de la montagne | Indique le vainqueur du classement de la montagne                                               | Leader du classement du meilleur jeune | Indique le vainqueur du classement du meilleur jeune                                                     |
| Meilleure équipe                    | Indique la meilleure équipe                                                                     | Super combatif                         | Indique le super combatif                                                                                |
|                                     | Indique un maillot de champion national ou mondial, suivi de sa spécialité                      | NP                                     | Indique un coureur qui n'a pas pris le départ d'une étape, suivi du numéro de l'étape où il s'est retiré |
| AB                                  | Indique un coureur qui n'a pas terminé une étape, suivi du numéro de l'étape où il s'est retiré | HD                                     | Indique un coureur qui a terminé une étape hors des délais, suivi du numéro de l'étape                   |
| EX                                  | Coureur exclu pour non-respect du règlement, suivi du numéro de l'étape                         | *                                      | Indique un coureur en lice pour le classement du meilleur jeune (coureurs nés après le 1er janvier 1997) |

| UAE Team Emirates UAD | UAE Team Emirates UAD      | UAE Team Emirates UAD |
| --------------------- | -------------------------- | --------------------- |
| Num                   | Coureur                    | Pos                   |
| 1                     | Tadej Pogačar (SLO)        | 2e                    |
| 2                     | George Bennett (NZL)       | NP-10                 |
| 3                     | Mikkel Bjerg (DEN)         | 124e                  |
| 4                     | Vegard Stake Laengen (NOR) | NP-8                  |
| 5                     | Rafał Majka (POL)          | NP-17                 |
| 6                     | Brandon McNulty (USA)      | 20e                   |
| 7                     | Marc Soler (ESP)           | HD-16                 |
| 8                     | Marc Hirschi (SUI)         | 127e                  |

| Jumbo-Visma TJV | Jumbo-Visma TJV            | Jumbo-Visma TJV |
| --------------- | -------------------------- | --------------- |
| Num             | Coureur                    | Pos             |
| 11              | Primož Roglič (SLO)        | NP-15           |
| 12              | Tiesj Benoot (BEL)         | 36e             |
| 13              | Steven Kruijswijk (NED)    | AB-15           |
| 14              | Sepp Kuss (USA)            | 18e             |
| 15              | Christophe Laporte (FRA)   | 75e             |
| 16              | Wout van Aert (BEL)        | 22e             |
| 17              | Nathan Van Hooydonck (BEL) | NP-20           |
| 18              | Jonas Vingegaard (DEN)     | 1er             |

| Ineos Grenadiers IGD | Ineos Grenadiers IGD           | Ineos Grenadiers IGD |
| -------------------- | ------------------------------ | -------------------- |
| Num                  | Coureur                        | Pos                  |
| 21                   | Geraint Thomas (GBR)           | 3e                   |
| 22                   | Daniel Martínez (COL) (chrono) | 30e                  |
| 23                   | Jonathan Castroviejo (ESP)     | 49e                  |
| 24                   | Filippo Ganna (ITA) (chrono)   | 95e                  |
| 25                   | Tom Pidcock (GBR)              | 17e                  |
| 26                   | Luke Rowe (GBR)                | 106e                 |
| 27                   | Dylan van Baarle (NED)         | 32e                  |
| 28                   | Adam Yates (GBR)               | 10e                  |

| AG2R Citroën Team ACT | AG2R Citroën Team ACT        | AG2R Citroën Team ACT |
| --------------------- | ---------------------------- | --------------------- |
| Num                   | Coureur                      | Pos                   |
| 31                    | Ben O'Connor (AUS)           | NP-10                 |
| 32                    | Geoffrey Bouchard (FRA)      | NP-8                  |
| 33                    | Mikaël Cherel (FRA)          | NP-16                 |
| 34                    | Benoît Cosnefroy (FRA)       | 91e                   |
| 35                    | Stan Dewulf (BEL)            | 65e                   |
| 36                    | Bob Jungels (LUX) (chrono)   | 12e                   |
| 37                    | Oliver Naesen (BEL)          | AB-11                 |
| 38                    | Aurélien Paret-Peintre (FRA) | NP-16                 |

| Bora-Hansgrohe BOH | Bora-Hansgrohe BOH                          | Bora-Hansgrohe BOH |
| ------------------ | ------------------------------------------- | ------------------ |
| Num                | Coureur                                     | Pos                |
| 41                 | Aleksandr Vlasov (RUS)                      | 5e                 |
| 42                 | Felix Großschartner (AUT) (route et chrono) | 53e                |
| 43                 | Marco Haller (AUT)                          | 87e                |
| 44                 | Lennard Kämna (GER) (chrono)                | NP-16              |
| 45                 | Patrick Konrad (AUT)                        | 16e                |
| 46                 | Nils Politt (GER) (route)                   | 56e                |
| 47                 | Maximilian Schachmann (GER)                 | 46e                |
| 48                 | Danny van Poppel (NED)                      | 109e               |

| Quick-Step Alpha Vinyl QST | Quick-Step Alpha Vinyl QST     | Quick-Step Alpha Vinyl QST |
| -------------------------- | ------------------------------ | -------------------------- |
| Num                        | Coureur                        | Pos                        |
| 51                         | Fabio Jakobsen (NED)           | 130e                       |
| 52                         | Kasper Asgreen (DEN)           | NP-9                       |
| 53                         | Andrea Bagioli (ITA)           | 98e                        |
| 54                         | Mattia Cattaneo (ITA)          | 96e                        |
| 55                         | Mikkel Honoré (DEN)            | 112e                       |
| 56                         | Yves Lampaert (BEL)            | 120e                       |
| 57                         | Michael Mørkøv (DEN)           | HD-15                      |
| 58                         | Florian Sénéchal (FRA) (route) | 107e                       |

| Movistar Team MOV | Movistar Team MOV       | Movistar Team MOV |
| ----------------- | ----------------------- | ----------------- |
| Num               | Coureur                 | Pos               |
| 61                | Enric Mas (ESP)         | NP-19             |
| 62                | Imanol Erviti (ESP)     | NP-18             |
| 63                | Gorka Izagirre (ESP)    | NP-21             |
| 64                | Matteo Jorgenson (USA)  | 21e               |
| 65                | Gregor Mühlberger (AUT) | 29e               |
| 66                | Nélson Oliveira (POR)   | 52e               |
| 67                | Albert Torres (ESP)     | 134e              |
| 68                | Carlos Verona (ESP)     | 27e               |

| Cofidis COF | Cofidis COF               | Cofidis COF |
| ----------- | ------------------------- | ----------- |
| Num         | Coureur                   | Pos         |
| 71          | Guillaume Martin (FRA)    | NP-9        |
| 72          | Pierre-Luc Périchon (FRA) | 63e         |
| 73          | Simon Geschke (GER)       | 45e         |
| 74          | Ion Izagirre (ESP)        | 40e         |
| 75          | Victor Lafay (FRA)        | AB-13       |
| 76          | Anthony Perez (FRA)       | 84e         |
| 77          | Benjamin Thomas (FRA)     | 54e         |
| 78          | Max Walscheid (GER)       | NP-16       |

| Bahrain Victorious TBV | Bahrain Victorious TBV  | Bahrain Victorious TBV |
| ---------------------- | ----------------------- | ---------------------- |
| Num                    | Coureur                 | Pos                    |
| 81                     | Jack Haig (AUS)         | AB-5                   |
| 82                     | Damiano Caruso (ITA)    | NP-18                  |
| 83                     | Kamil Gradek (POL)      | 118e                   |
| 84                     | Matej Mohorič (SLO)     | 86e                    |
| 85                     | Luis León Sánchez (ESP) | 14e                    |
| 86                     | Dylan Teuns (BEL)       | 19e                    |
| 87                     | Jan Tratnik (SLO)       | 72e                    |
| 88                     | Fred Wright (GBR)       | 55e                    |

| Groupama-FDJ GFC | Groupama-FDJ GFC           | Groupama-FDJ GFC |
| ---------------- | -------------------------- | ---------------- |
| Num              | Coureur                    | Pos              |
| 91               | David Gaudu (FRA)          | 4e               |
| 92               | Antoine Duchesne (CAN)     | 62e              |
| 93               | Kevin Geniets (LUX)        | 48e              |
| 94               | Stefan Küng (SUI) (chrono) | 33e              |
| 95               | Olivier Le Gac (FRA)       | 88e              |
| 96               | Valentin Madouas (FRA)     | 11e              |
| 97               | Thibaut Pinot (FRA)        | 15e              |
| 98               | Michael Storer (AUS)       | 35e              |

| Alpecin-Deceuninck AFC | Alpecin-Deceuninck AFC         | Alpecin-Deceuninck AFC |
| ---------------------- | ------------------------------ | ---------------------- |
| Num                    | Coureur                        | Pos                    |
| 101                    | Mathieu van der Poel (NED)     | AB-11                  |
| 102                    | Silvan Dillier (SUI)           | 60e                    |
| 103                    | Michael Gogl (AUT)             | AB-5                   |
| 104                    | Alexander Krieger (GER)        | 104e                   |
| 105                    | Jasper Philipsen (BEL)         | 92e                    |
| 106                    | Edward Planckaert (BEL)        | 110e                   |
| 107                    | Kristian Sbaragli (ITA)        | 71e                    |
| 108                    | Guillaume Van Keirsbulck (BEL) | 123e                   |

| Team DSM DSM | Team DSM DSM             | Team DSM DSM |
| ------------ | ------------------------ | ------------ |
| Num          | Coureur                  | Pos          |
| 111          | Romain Bardet (FRA)      | 7e           |
| 112          | Alberto Dainese (ITA)    | 100e         |
| 113          | John Degenkolb (GER)     | 105e         |
| 114          | Nils Eekhoff (NED)       | 119e         |
| 115          | Chris Hamilton (AUS)     | 38e          |
| 116          | Andreas Leknessund (NOR) | 28e          |
| 117          | Martijn Tusveld (NED)    | 64e          |
| 118          | Kevin Vermaerke (USA)    | AB-8         |

| Intermarché-Wanty-Gobert Matériaux IWG | Intermarché-Wanty-Gobert Matériaux IWG | Intermarché-Wanty-Gobert Matériaux IWG |
| -------------------------------------- | -------------------------------------- | -------------------------------------- |
| Num                                    | Coureur                                | Pos                                    |
| 121                                    | Alexander Kristoff (NOR)               | 102e                                   |
| 122                                    | Sven Erik Bystrøm (NOR)                | 93e                                    |
| 123                                    | Kobe Goossens (BEL)                    | 47e                                    |
| 124                                    | Louis Meintjes (RSA)                   | 8e                                     |
| 125                                    | Andrea Pasqualon (ITA)                 | 51e                                    |
| 126                                    | Adrien Petit (FRA)                     | 111e                                   |
| 127                                    | Taco van der Hoorn (NED)               | 125e                                   |
| 128                                    | Georg Zimmermann (GER)                 | 44e                                    |

| Astana Qazaqstan Team AST | Astana Qazaqstan Team AST   | Astana Qazaqstan Team AST |
| ------------------------- | --------------------------- | ------------------------- |
| Num                       | Coureur                     | Pos                       |
| 131                       | Alexey Lutsenko (KAZ)       | 9e                        |
| 132                       | Aleksandr Riabushenko (BLR) | 97e                       |
| 133                       | Joe Dombrowski (USA)        | 43e                       |
| 134                       | Fabio Felline (ITA)         | AB-17                     |
| 135                       | Dmitriy Gruzdev (KAZ)       | 114e                      |
| 136                       | Gianni Moscon (ITA)         | AB-8                      |
| 137                       | Simone Velasco (ITA)        | 31e                       |
| 138                       | Andrey Zeits (KAZ)          | 39e                       |

| EF Education-EasyPost EFE | EF Education-EasyPost EFE | EF Education-EasyPost EFE |
| ------------------------- | ------------------------- | ------------------------- |
| Num                       | Coureur                   | Pos                       |
| 141                       | Rigoberto Urán (COL)      | 26e                       |
| 142                       | Ruben Guerreiro (POR)     | NP-9                      |
| 143                       | Alberto Bettiol (ITA)     | 41e                       |
| 144                       | Stefan Bissegger (SUI)    | 83e                       |
| 145                       | Owain Doull (GBR)         | 90e                       |
| 146                       | Magnus Cort Nielsen (DEN) | NP-15                     |
| 147                       | Neilson Powless (USA)     | 13e                       |
| 148                       | Jonas Rutsch (GER)        | 94e                       |

| Arkéa-Samsic ARK | Arkéa-Samsic ARK      | Arkéa-Samsic ARK |
| ---------------- | --------------------- | ---------------- |
| Num              | Coureur               | Pos              |
| 151              | Nairo Quintana (COL)  | DQ               |
| 152              | Warren Barguil (FRA)  | NP-13            |
| 153              | Maxime Bouet (FRA)    | 50e              |
| 154              | Amaury Capiot (BEL)   | 85e              |
| 155              | Hugo Hofstetter (FRA) | 82e              |
| 156              | Matîs Louvel (FRA)    | 74e              |
| 157              | Łukasz Owsian (POL)   | 42e              |
| 158              | Connor Swift (GBR)    | 70e              |

| Lotto-Soudal LTS | Lotto-Soudal LTS                          | Lotto-Soudal LTS |
| ---------------- | ----------------------------------------- | ---------------- |
| Num              | Coureur                                   | Pos              |
| 161              | Caleb Ewan (AUS)                          | 135e             |
| 162              | Frederik Frison (BEL)                     | 131e             |
| 163              | Philippe Gilbert (BEL)                    | 76e              |
| 164              | Reinardt Janse van Rensburg (RSA) (route) | 132e             |
| 165              | Andreas Kron (DEN)                        | 73e              |
| 166              | Brent Van Moer (BEL)                      | 121e             |
| 167              | Florian Vermeersch (BEL)                  | 108e             |
| 168              | Tim Wellens (BEL)                         | NP-17            |

| Trek-Segafredo TFS | Trek-Segafredo TFS           | Trek-Segafredo TFS |
| ------------------ | ---------------------------- | ------------------ |
| Num                | Coureur                      | Pos                |
| 171                | Mads Pedersen (DEN)          | 99e                |
| 172                | Giulio Ciccone (ITA)         | 59e                |
| 173                | Tony Gallopin (FRA)          | 37e                |
| 174                | Alex Kirsch (LUX)            | AB-6               |
| 175                | Bauke Mollema (NED) (chrono) | 25e                |
| 176                | Quinn Simmons (USA)          | 67e                |
| 177                | Toms Skujiņš (LAT) (chrono)  | 61e                |
| 178                | Jasper Stuyven (BEL)         | 81e                |

| TotalEnergies TEN | TotalEnergies TEN            | TotalEnergies TEN |
| ----------------- | ---------------------------- | ----------------- |
| Num               | Coureur                      | Pos               |
| 181               | Peter Sagan (SVK) (route)    | 116e              |
| 182               | Edvald Boasson Hagen (NOR)   | 58e               |
| 183               | Maciej Bodnar (POL) (chrono) | 115e              |
| 184               | Mathieu Burgaudeau (FRA)     | 68e               |
| 185               | Pierre Latour (FRA)          | 57e               |
| 186               | Daniel Oss (ITA)             | NP-6              |
| 187               | Anthony Turgis (FRA)         | 129e              |
| 188               | Alexis Vuillermoz (FRA)      | NP-10             |

| Israel-Premier Tech IPT | Israel-Premier Tech IPT  | Israel-Premier Tech IPT |
| ----------------------- | ------------------------ | ----------------------- |
| Num                     | Coureur                  | Pos                     |
| 191                     | Christopher Froome (GBR) | NP-18                   |
| 192                     | Guillaume Boivin (CAN)   | NP-21                   |
| 193                     | Simon Clarke (AUS)       | NP-15                   |
| 194                     | Jakob Fuglsang (DEN)     | NP-16                   |
| 195                     | Guy Niv (ISR)            | 77e                     |
| 196                     | Hugo Houle (CAN)         | 24e                     |
| 197                     | Krists Neilands (LAT)    | 79e                     |
| 198                     | Michael Woods (CAN)      | NP-21                   |

| BikeExchange-Jayco BEX | BikeExchange-Jayco BEX        | BikeExchange-Jayco BEX |
| ---------------------- | ----------------------------- | ---------------------- |
| Num                    | Coureur                       | Pos                    |
| 201                    | Michael Matthews (AUS)        | 78e                    |
| 202                    | Jack Bauer (NZL)              | 122e                   |
| 203                    | Luke Durbridge (AUS)          | NP-10                  |
| 204                    | Dylan Groenewegen (NED)       | 117e                   |
| 205                    | Amund Grøndahl Jansen (NOR)   | 133e                   |
| 206                    | Christopher Juul Jensen (DEN) | 128e                   |
| 207                    | Luka Mezgec (SLO)             | 101e                   |
| 208                    | Nick Schultz (AUS)            | 23e                    |

| B&B Hotels-KTM BBK | B&B Hotels-KTM BBK          | B&B Hotels-KTM BBK |
| ------------------ | --------------------------- | ------------------ |
| Num                | Coureur                     | Pos                |
| 211                | Franck Bonnamour (FRA)      | 66e                |
| 212                | Cyril Barthe (FRA)          | 80e                |
| 213                | Alexis Gougeard (FRA)       | 89e                |
| 214                | Jérémy Lecroq (FRA)         | 126e               |
| 215                | Cyril Lemoine (FRA)         | 113e               |
| 216                | Luca Mozzato (ITA)          | 103e               |
| 217                | Pierre Rolland (FRA)        | 69e                |
| 218                | Sebastian Schönberger (AUT) | 34e                |

| UAE Team Emirates UAD | UAE Team Emirates UAD      | UAE Team Emirates UAD |
| --------------------- | -------------------------- | --------------------- |
| Num                   | Coureur                    | Pos                   |
| 1                     | Tadej Pogačar (SLO)        | 2e                    |
| 2                     | George Bennett (NZL)       | NP-10                 |
| 3                     | Mikkel Bjerg (DEN)         | 124e                  |
| 4                     | Vegard Stake Laengen (NOR) | NP-8                  |
| 5                     | Rafał Majka (POL)          | NP-17                 |
| 6                     | Brandon McNulty (USA)      | 20e                   |
| 7                     | Marc Soler (ESP)           | HD-16                 |
| 8                     | Marc Hirschi (SUI)         | 127e                  |

| Jumbo-Visma TJV | Jumbo-Visma TJV            | Jumbo-Visma TJV |
| --------------- | -------------------------- | --------------- |
| Num             | Coureur                    | Pos             |
| 11              | Primož Roglič (SLO)        | NP-15           |
| 12              | Tiesj Benoot (BEL)         | 36e             |
| 13              | Steven Kruijswijk (NED)    | AB-15           |
| 14              | Sepp Kuss (USA)            | 18e             |
| 15              | Christophe Laporte (FRA)   | 75e             |
| 16              | Wout van Aert (BEL)        | 22e             |
| 17              | Nathan Van Hooydonck (BEL) | NP-20           |
| 18              | Jonas Vingegaard (DEN)     | 1er             |

| Ineos Grenadiers IGD | Ineos Grenadiers IGD           | Ineos Grenadiers IGD |
| -------------------- | ------------------------------ | -------------------- |
| Num                  | Coureur                        | Pos                  |
| 21                   | Geraint Thomas (GBR)           | 3e                   |
| 22                   | Daniel Martínez (COL) (chrono) | 30e                  |
| 23                   | Jonathan Castroviejo (ESP)     | 49e                  |
| 24                   | Filippo Ganna (ITA) (chrono)   | 95e                  |
| 25                   | Tom Pidcock (GBR)              | 17e                  |
| 26                   | Luke Rowe (GBR)                | 106e                 |
| 27                   | Dylan van Baarle (NED)         | 32e                  |
| 28                   | Adam Yates (GBR)               | 10e                  |

| AG2R Citroën Team ACT | AG2R Citroën Team ACT        | AG2R Citroën Team ACT |
| --------------------- | ---------------------------- | --------------------- |
| Num                   | Coureur                      | Pos                   |
| 31                    | Ben O'Connor (AUS)           | NP-10                 |
| 32                    | Geoffrey Bouchard (FRA)      | NP-8                  |
| 33                    | Mikaël Cherel (FRA)          | NP-16                 |
| 34                    | Benoît Cosnefroy (FRA)       | 91e                   |
| 35                    | Stan Dewulf (BEL)            | 65e                   |
| 36                    | Bob Jungels (LUX) (chrono)   | 12e                   |
| 37                    | Oliver Naesen (BEL)          | AB-11                 |
| 38                    | Aurélien Paret-Peintre (FRA) | NP-16                 |

| Bora-Hansgrohe BOH | Bora-Hansgrohe BOH                          | Bora-Hansgrohe BOH |
| ------------------ | ------------------------------------------- | ------------------ |
| Num                | Coureur                                     | Pos                |
| 41                 | Aleksandr Vlasov (RUS)                      | 5e                 |
| 42                 | Felix Großschartner (AUT) (route et chrono) | 53e                |
| 43                 | Marco Haller (AUT)                          | 87e                |
| 44                 | Lennard Kämna (GER) (chrono)                | NP-16              |
| 45                 | Patrick Konrad (AUT)                        | 16e                |
| 46                 | Nils Politt (GER) (route)                   | 56e                |
| 47                 | Maximilian Schachmann (GER)                 | 46e                |
| 48                 | Danny van Poppel (NED)                      | 109e               |

| Quick-Step Alpha Vinyl QST | Quick-Step Alpha Vinyl QST     | Quick-Step Alpha Vinyl QST |
| -------------------------- | ------------------------------ | -------------------------- |
| Num                        | Coureur                        | Pos                        |
| 51                         | Fabio Jakobsen (NED)           | 130e                       |
| 52                         | Kasper Asgreen (DEN)           | NP-9                       |
| 53                         | Andrea Bagioli (ITA)           | 98e                        |
| 54                         | Mattia Cattaneo (ITA)          | 96e                        |
| 55                         | Mikkel Honoré (DEN)            | 112e                       |
| 56                         | Yves Lampaert (BEL)            | 120e                       |
| 57                         | Michael Mørkøv (DEN)           | HD-15                      |
| 58                         | Florian Sénéchal (FRA) (route) | 107e                       |

| Movistar Team MOV | Movistar Team MOV       | Movistar Team MOV |
| ----------------- | ----------------------- | ----------------- |
| Num               | Coureur                 | Pos               |
| 61                | Enric Mas (ESP)         | NP-19             |
| 62                | Imanol Erviti (ESP)     | NP-18             |
| 63                | Gorka Izagirre (ESP)    | NP-21             |
| 64                | Matteo Jorgenson (USA)  | 21e               |
| 65                | Gregor Mühlberger (AUT) | 29e               |
| 66                | Nélson Oliveira (POR)   | 52e               |
| 67                | Albert Torres (ESP)     | 134e              |
| 68                | Carlos Verona (ESP)     | 27e               |

| Cofidis COF | Cofidis COF               | Cofidis COF |
| ----------- | ------------------------- | ----------- |
| Num         | Coureur                   | Pos         |
| 71          | Guillaume Martin (FRA)    | NP-9        |
| 72          | Pierre-Luc Périchon (FRA) | 63e         |
| 73          | Simon Geschke (GER)       | 45e         |
| 74          | Ion Izagirre (ESP)        | 40e         |
| 75          | Victor Lafay (FRA)        | AB-13       |
| 76          | Anthony Perez (FRA)       | 84e         |
| 77          | Benjamin Thomas (FRA)     | 54e         |
| 78          | Max Walscheid (GER)       | NP-16       |

| Bahrain Victorious TBV | Bahrain Victorious TBV  | Bahrain Victorious TBV |
| ---------------------- | ----------------------- | ---------------------- |
| Num                    | Coureur                 | Pos                    |
| 81                     | Jack Haig (AUS)         | AB-5                   |
| 82                     | Damiano Caruso (ITA)    | NP-18                  |
| 83                     | Kamil Gradek (POL)      | 118e                   |
| 84                     | Matej Mohorič (SLO)     | 86e                    |
| 85                     | Luis León Sánchez (ESP) | 14e                    |
| 86                     | Dylan Teuns (BEL)       | 19e                    |
| 87                     | Jan Tratnik (SLO)       | 72e                    |
| 88                     | Fred Wright (GBR)       | 55e                    |

| Groupama-FDJ GFC | Groupama-FDJ GFC           | Groupama-FDJ GFC |
| ---------------- | -------------------------- | ---------------- |
| Num              | Coureur                    | Pos              |
| 91               | David Gaudu (FRA)          | 4e               |
| 92               | Antoine Duchesne (CAN)     | 62e              |
| 93               | Kevin Geniets (LUX)        | 48e              |
| 94               | Stefan Küng (SUI) (chrono) | 33e              |
| 95               | Olivier Le Gac (FRA)       | 88e              |
| 96               | Valentin Madouas (FRA)     | 11e              |
| 97               | Thibaut Pinot (FRA)        | 15e              |
| 98               | Michael Storer (AUS)       | 35e              |

| Alpecin-Deceuninck AFC | Alpecin-Deceuninck AFC         | Alpecin-Deceuninck AFC |
| ---------------------- | ------------------------------ | ---------------------- |
| Num                    | Coureur                        | Pos                    |
| 101                    | Mathieu van der Poel (NED)     | AB-11                  |
| 102                    | Silvan Dillier (SUI)           | 60e                    |
| 103                    | Michael Gogl (AUT)             | AB-5                   |
| 104                    | Alexander Krieger (GER)        | 104e                   |
| 105                    | Jasper Philipsen (BEL)         | 92e                    |
| 106                    | Edward Planckaert (BEL)        | 110e                   |
| 107                    | Kristian Sbaragli (ITA)        | 71e                    |
| 108                    | Guillaume Van Keirsbulck (BEL) | 123e                   |

| Team DSM DSM | Team DSM DSM             | Team DSM DSM |
| ------------ | ------------------------ | ------------ |
| Num          | Coureur                  | Pos          |
| 111          | Romain Bardet (FRA)      | 7e           |
| 112          | Alberto Dainese (ITA)    | 100e         |
| 113          | John Degenkolb (GER)     | 105e         |
| 114          | Nils Eekhoff (NED)       | 119e         |
| 115          | Chris Hamilton (AUS)     | 38e          |
| 116          | Andreas Leknessund (NOR) | 28e          |
| 117          | Martijn Tusveld (NED)    | 64e          |
| 118          | Kevin Vermaerke (USA)    | AB-8         |

| Intermarché-Wanty-Gobert Matériaux IWG | Intermarché-Wanty-Gobert Matériaux IWG | Intermarché-Wanty-Gobert Matériaux IWG |
| -------------------------------------- | -------------------------------------- | -------------------------------------- |
| Num                                    | Coureur                                | Pos                                    |
| 121                                    | Alexander Kristoff (NOR)               | 102e                                   |
| 122                                    | Sven Erik Bystrøm (NOR)                | 93e                                    |
| 123                                    | Kobe Goossens (BEL)                    | 47e                                    |
| 124                                    | Louis Meintjes (RSA)                   | 8e                                     |
| 125                                    | Andrea Pasqualon (ITA)                 | 51e                                    |
| 126                                    | Adrien Petit (FRA)                     | 111e                                   |
| 127                                    | Taco van der Hoorn (NED)               | 125e                                   |
| 128                                    | Georg Zimmermann (GER)                 | 44e                                    |

| Astana Qazaqstan Team AST | Astana Qazaqstan Team AST   | Astana Qazaqstan Team AST |
| ------------------------- | --------------------------- | ------------------------- |
| Num                       | Coureur                     | Pos                       |
| 131                       | Alexey Lutsenko (KAZ)       | 9e                        |
| 132                       | Aleksandr Riabushenko (BLR) | 97e                       |
| 133                       | Joe Dombrowski (USA)        | 43e                       |
| 134                       | Fabio Felline (ITA)         | AB-17                     |
| 135                       | Dmitriy Gruzdev (KAZ)       | 114e                      |
| 136                       | Gianni Moscon (ITA)         | AB-8                      |
| 137                       | Simone Velasco (ITA)        | 31e                       |
| 138                       | Andrey Zeits (KAZ)          | 39e                       |

| EF Education-EasyPost EFE | EF Education-EasyPost EFE | EF Education-EasyPost EFE |
| ------------------------- | ------------------------- | ------------------------- |
| Num                       | Coureur                   | Pos                       |
| 141                       | Rigoberto Urán (COL)      | 26e                       |
| 142                       | Ruben Guerreiro (POR)     | NP-9                      |
| 143                       | Alberto Bettiol (ITA)     | 41e                       |
| 144                       | Stefan Bissegger (SUI)    | 83e                       |
| 145                       | Owain Doull (GBR)         | 90e                       |
| 146                       | Magnus Cort Nielsen (DEN) | NP-15                     |
| 147                       | Neilson Powless (USA)     | 13e                       |
| 148                       | Jonas Rutsch (GER)        | 94e                       |

| Arkéa-Samsic ARK | Arkéa-Samsic ARK      | Arkéa-Samsic ARK |
| ---------------- | --------------------- | ---------------- |
| Num              | Coureur               | Pos              |
| 151              | Nairo Quintana (COL)  | DQ               |
| 152              | Warren Barguil (FRA)  | NP-13            |
| 153              | Maxime Bouet (FRA)    | 50e              |
| 154              | Amaury Capiot (BEL)   | 85e              |
| 155              | Hugo Hofstetter (FRA) | 82e              |
| 156              | Matîs Louvel (FRA)    | 74e              |
| 157              | Łukasz Owsian (POL)   | 42e              |
| 158              | Connor Swift (GBR)    | 70e              |

| Lotto-Soudal LTS | Lotto-Soudal LTS                          | Lotto-Soudal LTS |
| ---------------- | ----------------------------------------- | ---------------- |
| Num              | Coureur                                   | Pos              |
| 161              | Caleb Ewan (AUS)                          | 135e             |
| 162              | Frederik Frison (BEL)                     | 131e             |
| 163              | Philippe Gilbert (BEL)                    | 76e              |
| 164              | Reinardt Janse van Rensburg (RSA) (route) | 132e             |
| 165              | Andreas Kron (DEN)                        | 73e              |
| 166              | Brent Van Moer (BEL)                      | 121e             |
| 167              | Florian Vermeersch (BEL)                  | 108e             |
| 168              | Tim Wellens (BEL)                         | NP-17            |

| Trek-Segafredo TFS | Trek-Segafredo TFS           | Trek-Segafredo TFS |
| ------------------ | ---------------------------- | ------------------ |
| Num                | Coureur                      | Pos                |
| 171                | Mads Pedersen (DEN)          | 99e                |
| 172                | Giulio Ciccone (ITA)         | 59e                |
| 173                | Tony Gallopin (FRA)          | 37e                |
| 174                | Alex Kirsch (LUX)            | AB-6               |
| 175                | Bauke Mollema (NED) (chrono) | 25e                |
| 176                | Quinn Simmons (USA)          | 67e                |
| 177                | Toms Skujiņš (LAT) (chrono)  | 61e                |
| 178                | Jasper Stuyven (BEL)         | 81e                |

| TotalEnergies TEN | TotalEnergies TEN            | TotalEnergies TEN |
| ----------------- | ---------------------------- | ----------------- |
| Num               | Coureur                      | Pos               |
| 181               | Peter Sagan (SVK) (route)    | 116e              |
| 182               | Edvald Boasson Hagen (NOR)   | 58e               |
| 183               | Maciej Bodnar (POL) (chrono) | 115e              |
| 184               | Mathieu Burgaudeau (FRA)     | 68e               |
| 185               | Pierre Latour (FRA)          | 57e               |
| 186               | Daniel Oss (ITA)             | NP-6              |
| 187               | Anthony Turgis (FRA)         | 129e              |
| 188               | Alexis Vuillermoz (FRA)      | NP-10             |

| Israel-Premier Tech IPT | Israel-Premier Tech IPT  | Israel-Premier Tech IPT |
| ----------------------- | ------------------------ | ----------------------- |
| Num                     | Coureur                  | Pos                     |
| 191                     | Christopher Froome (GBR) | NP-18                   |
| 192                     | Guillaume Boivin (CAN)   | NP-21                   |
| 193                     | Simon Clarke (AUS)       | NP-15                   |
| 194                     | Jakob Fuglsang (DEN)     | NP-16                   |
| 195                     | Guy Niv (ISR)            | 77e                     |
| 196                     | Hugo Houle (CAN)         | 24e                     |
| 197                     | Krists Neilands (LAT)    | 79e                     |
| 198                     | Michael Woods (CAN)      | NP-21                   |

| BikeExchange-Jayco BEX | BikeExchange-Jayco BEX        | BikeExchange-Jayco BEX |
| ---------------------- | ----------------------------- | ---------------------- |
| Num                    | Coureur                       | Pos                    |
| 201                    | Michael Matthews (AUS)        | 78e                    |
| 202                    | Jack Bauer (NZL)              | 122e                   |
| 203                    | Luke Durbridge (AUS)          | NP-10                  |
| 204                    | Dylan Groenewegen (NED)       | 117e                   |
| 205                    | Amund Grøndahl Jansen (NOR)   | 133e                   |
| 206                    | Christopher Juul Jensen (DEN) | 128e                   |
| 207                    | Luka Mezgec (SLO)             | 101e                   |
| 208                    | Nick Schultz (AUS)            | 23e                    |

| B&B Hotels-KTM BBK | B&B Hotels-KTM BBK          | B&B Hotels-KTM BBK |
| ------------------ | --------------------------- | ------------------ |
| Num                | Coureur                     | Pos                |
| 211                | Franck Bonnamour (FRA)      | 66e                |
| 212                | Cyril Barthe (FRA)          | 80e                |
| 213                | Alexis Gougeard (FRA)       | 89e                |
| 214                | Jérémy Lecroq (FRA)         | 126e               |
| 215                | Cyril Lemoine (FRA)         | 113e               |
| 216                | Luca Mozzato (ITA)          | 103e               |
| 217                | Pierre Rolland (FRA)        | 69e                |
| 218                | Sebastian Schönberger (AUT) | 34e                |

## Coureurs par nationalité
| #     | Nationalité      | Au départ | À l'arrivée | Victoire(s) d'étape                        |
| ----- | ---------------- | --------- | ----------- | ------------------------------------------ |
| 1     | France           | 32        | 25          | 1 (Laporte)                                |
| 2     | Belgique         | 18        | 15          | 6 (Lampaert, van Aert (3), Philipsen (2))  |
| 3     | Italie           | 14        | 10          |                                            |
| 4     | Danemark         | 10        | 6           | 4 (Cort Nielsen, Vingegaard (2), Pedersen) |
| 5     | Pays-Bas         | 10        | 8           | 2 (Jakobsen, Groenewegen)                  |
| 6     | Allemagne        | 9         | 7           |                                            |
| 7     | Australie        | 9         | 5           | 2 (Clarke, Matthews)                       |
| 8     | Espagne          | 9         | 5           |                                            |
| 9     | Royaume-Uni      | 8         | 7           | 1 (Pidcock)                                |
| 10    | États-Unis       | 7         | 6           |                                            |
| 11    | Autriche         | 6         | 5           |                                            |
| 12    | Norvège          | 6         | 5           |                                            |
| 13    | Slovénie         | 5         | 4           | 3 (Pogačar)                                |
| 14    | Canada           | 4         | 2           | 1 (Houle)                                  |
| 15    | Pologne          | 4         | 3           |                                            |
| 16    | Suisse           | 4         | 4           |                                            |
| 17    | Colombie         | 3         | 3           |                                            |
| 18    | Kazakhstan       | 3         | 3           |                                            |
| 19    | Luxembourg       | 3         | 2           | 1 (Jungels)                                |
| 20    | Afrique du Sud   | 2         | 2           |                                            |
| 21    | Lettonie         | 2         | 2           |                                            |
| 22    | Nouvelle-Zélande | 2         | 1           |                                            |
| 23    | Portugal         | 2         | 1           |                                            |
| 24    | Biélorussie      | 1         | 1           |                                            |
| 25    | Israël           | 1         | 1           |                                            |
| 26    | Russie           | 1         | 1           |                                            |
| 27    | Slovaquie        | 1         | 1           |                                            |
| Total | Total            | 176       | 135         | 21                                         |